# Dosschan Jessirkenow
Dosschan Ruslanowitsch Jessirkenow (russisch Досжан Русланович Есиркенов, kasachisch Досжан Русланұлы Есіркенов; * 15. September 1985 in Ust-Kamenogorsk, Kasachische SSR) ist ein kasachischer Eishockeyspieler, der seit 2010 für Kaszink-Torpedo Ust-Kamenogorsk in der russischen Wysschaja Hockey-Liga spielt. Sein älterer Bruder Rustam ist ebenfalls Eishockeyspieler.

## Karriere
Jessirkenow spielte von den Junioren an bis 2006 beim kasachischen Spitzenklub Kaszink-Torpedo Ust-Kamenogorsk. Im Jahr 2004 schaffte er den Sprung in die zweite Seniorenmannschaft des Teams, die in der drittklassigen Perwaja Liga spielte. Im gleichen Jahr debütierte er in der ersten Mannschaft. Mit dieser gewann er in den Jahren 2005 und 2007 zweimal den Titel des Kasachischen Meisters sowie 2007 zusätzlich den nationalen Pokal.
Nach einem kurzen Intermezzo bei der zweiten Mannschaft des HK Sary-Arka Karaganda zu Beginn der Saison 2006/07 kehrte er alsbald in seine Geburtsstadt zu Kaszink-Torpedo zurück.

### International
Jessirkenow spielte bei den U18-Junioren-Weltmeisterschaften der Division I in den Jahren 2001 und 2002 sowie der U18-Junioren-Weltmeisterschaft 2003. Des Weiteren spielte er bei den U20-Junioren-Weltmeisterschaft der Division I 2003, 2004 und 2005. Im Seniorenbereich kam er bei den Weltmeisterschaften der Division I 2007 und 2008 zu Einsätzen. Außerdem nahm er im Jahr 2008 und 2009 an den Qualifikationsturnieren für die Olympischen Winterspiele 2010 in Vancouver teil.

## Erfolge und Auszeichnungen
- 2002 Aufstieg in die Top-Division bei der U18-Junioren-Weltmeisterschaft der Division I
- 2005 Kasachischer Meister mit Kaszink-Torpedo Ust-Kamenogorsk
- 2007 Kasachischer Meister mit Kaszink-Torpedo Ust-Kamenogorsk
- 2007 Kasachischer Pokalsieger mit Kaszink-Torpedo Ust-Kamenogorsk